# Mario Lacruz
Mario Nicolás Lacruz Muntadas (Barcelona, 13 de julio de 1929 - Barcelona, 13 de mayo de 2000) fue un editor literario y novelista español, aunque publicó sólo una pequeña parte de su producción. Tras su muerte, un armario cuyo acceso había declarado prohibido, reveló junto a herramientas de bricolaje, una columna de escritos que se elevaba metro y medio. Las obras contenidas en ellos se están publicando paulatinamente.

## Biografía
Nació el 13 de julio de 1929 en el ensanche de Barcelona. Su padre Mariano Lacruz Casamayor era comerciante textil y su madre Mercedes Muntadas Florensa, de familia aristocrática, fue violinista. Entre 1932 y el final de la guerra civil vivieron en Andorra. 
Tras el regreso a Barcelona, sus estudios de bachillerato y luego los universitarios de Derecho le pusieron en contacto con algunas de las personas que una década más tarde iban a configurar la llamada generación literaria del 50: José Agustín Goytisolo, Juan Goytisolo, Carlos Barral, Jaime Gil de Biedma y José María Castellet figuran, entre otros, en esta generación. Durante estos años dominan sus lecturas los autores existencialistas: Sartre, Camus, Greene, Faulkner y hasta Georges Simenon. 
Del principio de los años 1950 data una inédita novela policiaca de tono humorístico, escrita en inglés He who pays the sniper. En 1953 apareció El Inocente, obra de una prosa cortante, sobria y eficaz, que se apoya en unos magníficos diálogos llenos a veces de silencios. Relata las peripecias de Virgilio Delise, un extravagante y rico aficionado a la música falsamente acusado de la muerte de su padrastro y víctima de la ambición del inspector Doria, que se aferra desesperadamente al caso para lograr una promoción profesional que le rescate del anonimato en una pequeña comisaría de provincia. La novela fue un éxito, en 1951 ganó el Premio Simenon organizado por la editorial Aymá, se tradujo a ocho idiomas y se adaptó al cine con el título Muerte al amanecer (Josep María Forn, Teide PC, 1959). Al poco de su edición original, el libro volvería a ser publicado, esta vez por la editorial Luis de Caralt.
Labor editorial
Como editor, trabajó en tres grandes editoriales: en Plaza, entre 1955 y 1963, para pasar a ser director editorial de Plaza y Janés entre 1963 y 1975. A partir de este año dirigió Argos Vergara hasta 1981, cuando regresó a Plaza y Janés. En 1983 pasó a dirigir Seix Barral, en sustitución de Mario Muchnik, donde tuvo de ayudante a Pere Gimferrer hasta su jubilación a finales de 1998. Luego fue Consejero delegado vitalicio de la editorial hasta su muerte.
En los años 1950 impulsó la primera colección de bolsillo al modo de la “Penguin” británica (Libros Plaza). Entre sus éxitos de la época figuraron algunos de los actualmente llamados best sellers: Sinuhé, el egipcio o el ciclo de novelas de Sven Hassel, Frank Yerby, Maxence Van der Meersch, Lajos Zihlay, Cecil Roberts y Graham Greene. 
Al morir José Janés, Plaza adquirió su editorial y Lacruz pasó a ser el director literario del nuevo sello Plaza y Janés. Descubrió en español a autores señeros (Sciascia, Tournier, Kundera, Montanelli), publicó best sellers históricos como Papillon, Chacal y 'El otoño del patriarca' (Gabriel García Márquez), Juan Sebastián Gaviota (Richard Bach), Llevarás el luto por mí (Dominique Lapierre) y puso en marcha nuevas colecciones de bolsillo (Alcorán y Reno). 
Durante sus años en Argos-Vergara creó la colección "Las cuatro estaciones", con precio variable según la época del año, acción que fue pionera en el marketing español y editó libros que marcaron una época como Los topos de Jesús Torbado, Ada o el ardor de Vladimir Nabokov. También en ese sello descubrió a Pedro Zarraluki. 
En su época de director de Seix Barral publicó la obra de José Saramago, y obras que fueron long-sellers como El libro del desasosiego de Fernando Pessoa o El perfume de Patrick Süskind.
También fue el editor en 1989 del polémico libro de Salman Rushdie Los versos satánicos, lo que le valió estar en el punto de mira de las amenazas radicales islamistas.
Entre los autores en español que Lacruz contribuyó a descubrir, a publicar y a difundir hay una larga lista que incluye los nombres de Antonio Muñoz Molina, Mario Vargas Llosa, Isabel Allende, Francisco Umbral, Rosa Montero, Julio Llamazares y Eduardo Mendoza. 
En total, llegó a editar más de 5.000 títulos y es considerado por muchos como unos de los editores más significativos en lengua española del siglo XX.
Obra oculta
Su segunda novela La tarde ganó en 1955 el Premio Ciudad de Barcelona y fue traducida al francés y al italiano, (y póstumamente al alemán). Al año siguiente se casó con Isabel Bassols Soler, con quien tuvo cinco hijos. En 1971 aparece su tercera y última obra publicada en vida El ayudante del verdugo, que fue finalista del Premio de la Crítica al año siguiente, una radiografía de las vidas, en gran parte paralelas y complementarias, de un corruptor y de un corrompido. Esta novela se ha considerado uno de los mejores retratos literarios de la sociedad española bajo el franquismo.
La muerte por un aneurisma de Mario Lacruz, gran aficionado al deporte y deportista él mismo, resultó inesperada. Pero más sorpresa deparó el hallazgo de sus obras ocultas en el armario de su habitación, allí estaba la anunciada novela autobiográfica Sinfonía inacabada: mil días en la montaña (basada en sus recuerdos de Andorra y suerte de ajuste de cuentas con el mundo editorial) y con ella otros muchos textos inéditos, dos novelas (Intemperancia y Barbará) que completaban con La tarde una "trilogía sentimental" o "de la culpa" sobre la España del siglo XX; una segunda parte de El ayudante del verdugo, titulada Hoy como ayer; tres novelas biográficas sobre Gaudí y Churchill (redactadas en inglés) y Simenon; la novela paródica "Disparo para concierto y orquesta", la novela de intriga Opus 17; la saga sobre la Guerra Civil Huida de España; el relato Yvón o la anochecida, además de un buen número de cuentos y otros textos de difícil clasificación.
Mario Lacruz, con talante de caballero, culto y un algo distante, escritor precoz, editor admirado, declaró en una ocasión: "El mundo editorial actúa como una especie de vacuna contra el afán de escribir o, al menos, de publicar". En 2005 se instituyó el Premio de Novela Mario Lacruz, en cuya primera edición se premió la obra Verdades como sueños del autor madrileño Eduardo Gallarza. En su segunda edición, el ganador fue el escritor cubano Antonio Carballo con su opus Adiós, camarada.

## Obras publicadas
Novela
- El inocente, 1953, Barcelona, Lluis de Caralt; reediciones: Bruguera, 1969; Anaya, 1984; Debate, 2000
- La tarde, 1955, Barcelona, Plaza & Janés; reediciones: Bruguera, 1968; Debate, 2001
- El ayudante del verdugo, 1971, Barcelona, Plaza & Janés; reeditado por Debate en 2000

Cuento
- Un verano memorable y otras historias, 1955, Barcelona, Plaza; reediciones: Debate (no venal), 2000; Menoscuarto, 2006
  - Contenido: "Ana y los niños"; "La comunidad"; "La mujer forastera y solitaria"; "Los brazos" y "Un verano memorable"

## Libros póstumos
Novela
- Gaudí: una novela, 2004, Barcelona, ediciones B, colección Ficcionario, n.º 223
- Intemperancia, 2005, Barcelona, ediciones B
- Concierto para disparo y orquesta, 2006, Madrid, Funambulista

Compilaciones
- Trilogía de la culpa: El inocente, La tarde, El ayudante del verdugo, 2009, Madrid, Funambulista

## Guiones escritos para cine
- Muerte al amanecer, 1959, basado en la novela El inocente, dirigida por José María Forn (Teide, PC)
- Gaudí, 1960, dirigida por José María Argemí (ECA Films). Sobre la base de este guion elaboró la novela biográfica sobre el arquitecto catalán
- El Diablo también llora, 1963, sobre una historia de Severiano Fernández Nicolás, dirigida por José Antonio Nieves Conde (Produzioni Europee Associati y Apo Films)

## Enlaces y referencias
- Página dedicada a Mario Lacruz por sus herederos
- Un excelente análisis de la novela El Inocente está contenido en la obra José F. Colmeiro: La novela policíaca española: Teoría e historia crítica. Madrid, Anthropos, 1994. ISBN 84-7658-447-4. Especialmente en el capítulo titulado 'La fuga literaria de Mario Lacruz' pp. 140 y siguientes.
- Kirsten Thorne: El Inocente de Mario Lacruz, novela precursora social-policíaca. Hispania, 80 (1) : 31-37, 1997.
- Miguel Mora: La vocación escondida de Mario Lacruz. El País, 4 de marzo de 2004.

- Datos: Q5998791